# Vallée de la Scarpe et de l'Escaut
Vallée de la Scarpe et de l'Escaut este o arie protejată (arie de protecție specială avifaunistică — SPA) din Franța întinsă pe o suprafață de 13.028 ha, integral pe uscat.

## Localizare
Centrul sitului Vallée de la Scarpe et de l'Escaut este situat la coordonatele 50°25′30″N 3°28′30″E / 50.425°N 3.475°E.

## Înființare
Situl Vallée de la Scarpe et de l'Escaut a fost declarat arie de protecție specială avifaunistică în baza directivei 79/409 din 1979 referitoare la conservarea păsărilor sălbatice pentru a proteja 17 specii de animale.

## Biodiversitate
Situată în ecoregiunea atlantică, aria protejată nu include niciun habitat protejat.
La baza desemnării sitului se află mai multe specii protejate de  păsări (17): pescăruș albastru (Alcedo atthis), ciuf de câmp (Asio flammeus), buhai de baltă (Botaurus stellaris), caprimulg (Caprimulgus europaeus), erete de stuf (Circus aeruginosus), ciocănitoarea de stejar (Dendrocopos medius), ciocănitoare neagră (Dryocopus martius), șoim călător (Falco peregrinus), stârc pitic (Ixobrychus minutus), sfrâncioc roșiatic (Lanius collurio), pescăruș-cu-cap-negru (Larus melanocephalus), ciocârlie de pădure (Lullula arborea), gușă albastră (Luscinia svecica), stârc de noapte (Nycticorax nycticorax), viespar (Pernis apivorus), cresteț pestriț (Porzana porzana), chiră de baltă (Sterna hirundo).
Pe lângă speciile protejate, pe teritoriul sitului au mai fost identificate 17 specii de păsări.